# Orova vas
Orova vas je naselje u slovenskoj Općini Polzela. Orova vas se nalazi u pokrajini Štajerskoj i statističkoj regiji Savinjskoj.

## Stanovništvo
Prema popisu stanovništva iz 2018. godine naselje je imalo 86 stanovnika.